# Dambudzo Marechera
Dambudzo Marechera (Rusape, 4 de junho de 1952 — Harare, 18 de agosto de 1987) foi um poeta e escritor zimbabuense. Apesar da vida e carreira curtas, publicou uma série de livros, contos e poemas que conquistaram bastante alcance na crítica literária. Ele é conhecido por promover uma nova fronteira da literatura africana.
Seu primeiro livro e magnum opus, The House of Hunger (1978), veio imediatamente após sua expulsão da Universidade de Oxford. Nas nove histórias, a obra descreve a infância e a juventude conturbadas do narrador na Rodésia colonial, num estilo que mistura fantasia e realidade. A poesia de Marechera foi publicada postumamente sob o título Cemetery of Mind (1992) e confirmam sua tendência para a crítica social perceptiva, intensa autoexploração e ousadia verbal.